# Perilampus gahani
Perilampus gahani är en stekelart som beskrevs av Smulyan 1936. Perilampus gahani ingår i släktet Perilampus och familjen gropglanssteklar. Inga underarter finns listade i Catalogue of Life.